# Sarcodon
Genre
Sarcodon est un genre de champignons de la famille des Bankeraceae, dans l'ordre des Thelephorales. Il représente des espèces hydnoïdes se développant sur le sol et dont le chapeau est muni de squames sur le dessus et d'aiguillons sur le dessous. Présents sur l'ensemble de l'hémisphère Nord et en Amérique du Sud, les Sarcodon sont des ectomycorhiziens appréciant les Pins, les Épicéas et les Sapins et plus rarement les feuillus tels que les Hêtres et les Chênes. Ses espèces se caractérisent traditionnellement par une sporée brune et une chair fragile, cassante et non zonée. Cependant, les recherches moléculaires des années 2010 ont déplacé plusieurs de ses espèces vers le genre proche Hydnellum afin de les rendre phylogénétiquement cohérent. Dorénavant, ils ne se différencient que par la taille de leurs spores, supérieure à 7 µm de long pour Sarcodon. L'espèce-type Sarcodon imbricatus est un champignon comestible largement consommé en Eurasie comme condiment et aromate.

## Taxonomie

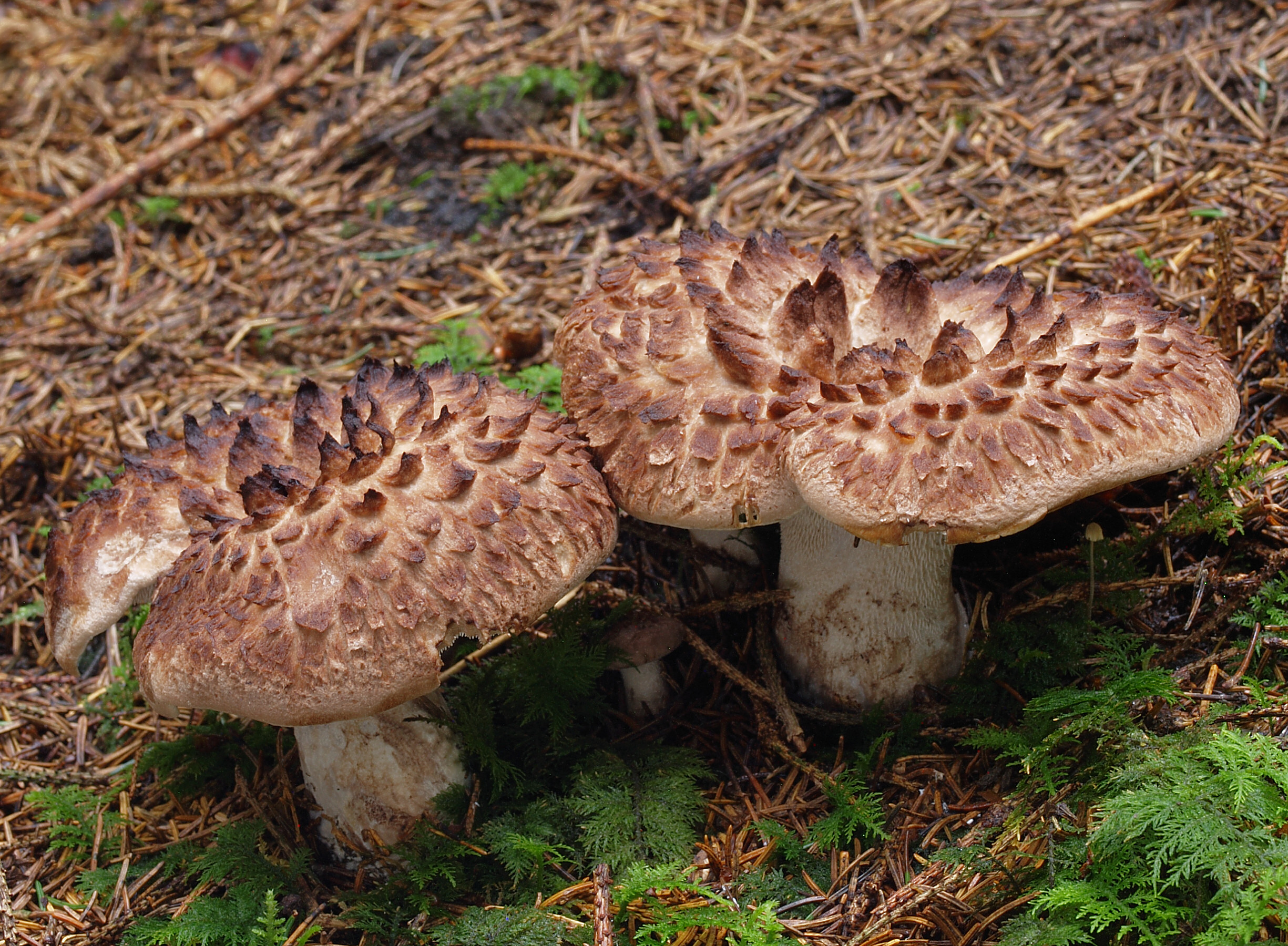
Sarcodon imbricatus

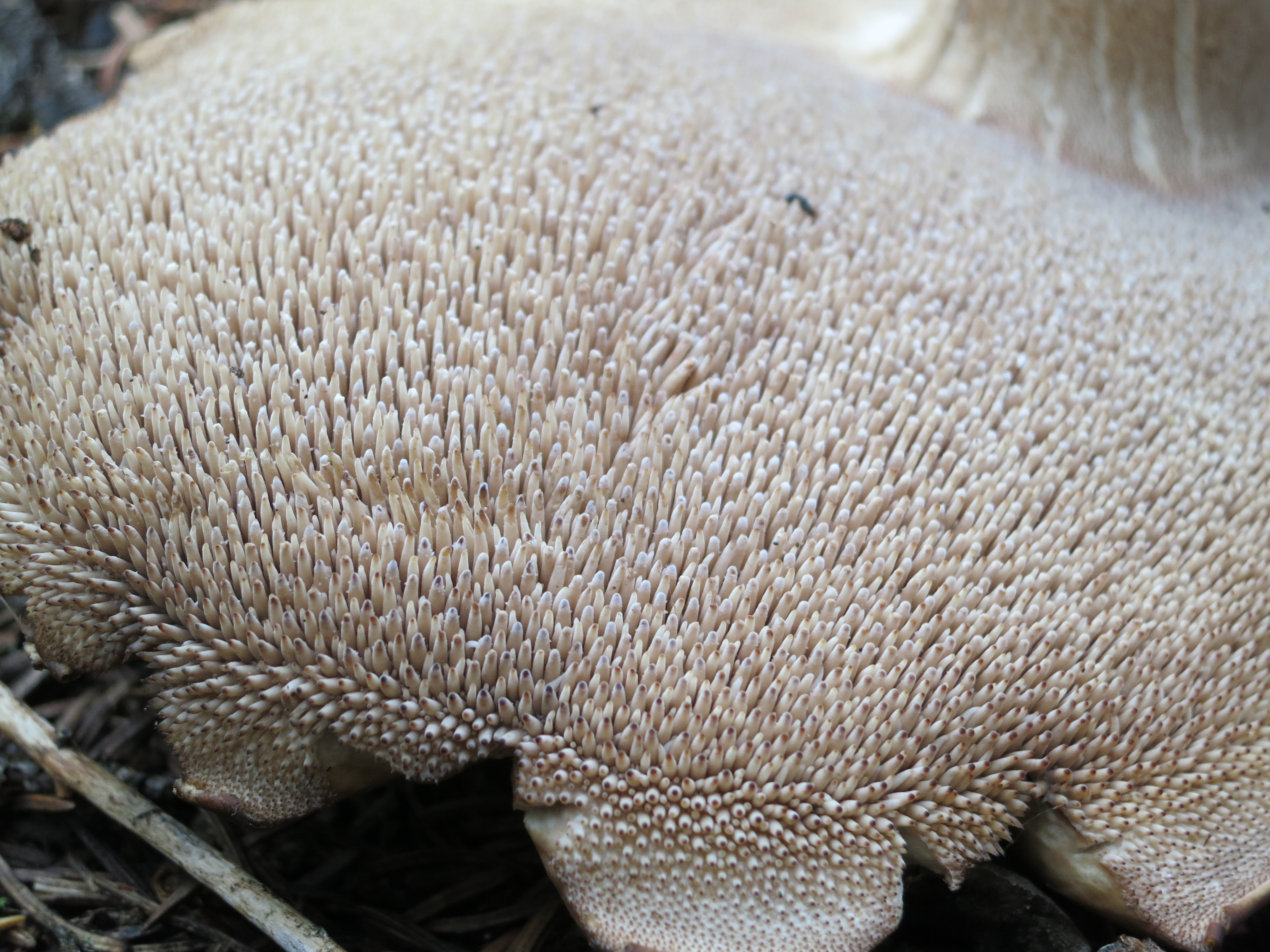
Sarcodon imbricatus - aiguillons

Le nom Sarcodon est proposé par Lucien Quélet dès 1878, mais, inutilisé, il est formellement établi comme genre par Petter Adolf Karsten lors de sa révision systématique des Hydnaceae de 1881, avec pour espèce-type Hydnum imbricatum L. soit Sarcodon imbricatus. Le nom, dérive du grec ancien sarco (« chair ») et odon (« dent »), par rapport aux aiguillons situés sous le chapeau qui ressemblent à des dents.
En français, les espèces du genre ont pour nom vulgarisé « Hydne », à l'instar de l'« Hydne imbriquée » (Sarcodon imbricatus) en raison de l'ancienne définition du taxon Hydnum datant du XIXe siècle. En Auvergne, les espèces présentes sont nommées « Langue de bœuf », à cause de la ressemblance entre les aiguillons et les larges papilles gustatives de la langue de bœuf.

## Systématique
La famille des Bankeraceae représente des champignons à pied et à chapeau à hyménium hydnoïdes, à l'exception de Boletopsis qui est irpicoïde ou poroïde. Les autres genres se distinguent en fonction de la couleur de leur spores, blanc pour Phellodon et Bankera, brun pour Sarcodon et Hydnellum. Les deux derniers sont traditionnellement divisés par la texture de la chair des sporophores, fragile, cassante et non zonée pour Sarcodon, ferme et zonée de façon concentrique pour Hydnellum. Microscopiquement, les hyphes de Sarcodon mesurent au moins 10 μm de large, alors que celles de Hydnellum mesurent au maximum 7 μm de large.
Cependant, les analyses moléculaires des années 2010 ont montré que cette classification ne permettait pas de construire un arbre phylogénétique cohérent car plusieurs ancêtres communs avec le genre Hydnellum se mêlaient (cette notion est dite paraphylétique). Afin de rendre les genres phylogénétiquement cohérents en ne comportant qu'un seul ancêtre (notion dite monophylétique), de nombreuses espèces sont déplacées de Sarcodon à Hydnellum en 2019. À ce propos, les espèces de Sarcodon néotropicales représentent une lignée évolutive distincte. Seule la taille des spores permet in fine de séparer les deux genres : celles d'Hydnellum ont une longueur comprise entre 4,45 et 6,95 µm, tandis que la longueur correspondante pour Sarcodon est de 7,4 à 9 µm.

## Description

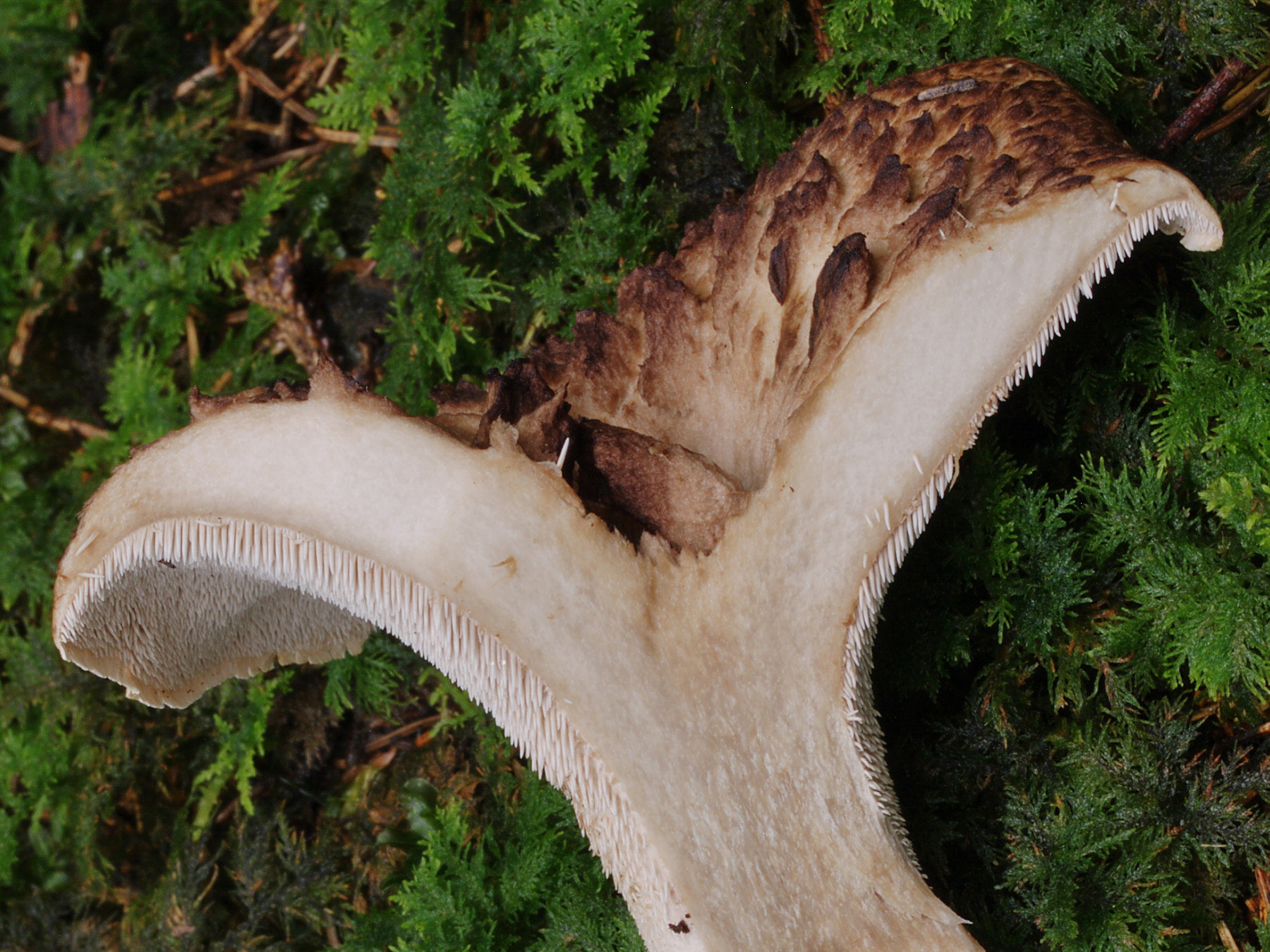
Chair non zonée de Sarcodon imbricatus, caractéristique du genre Sarcodon

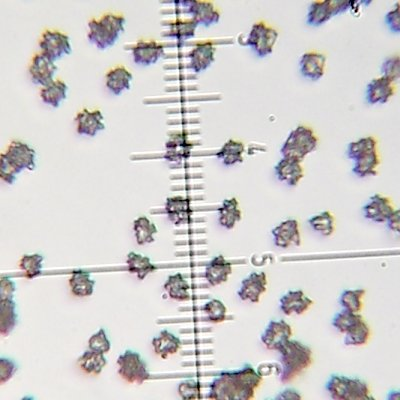
Sarcodon imbricatus - spores irrégulières

Le genre Sarcodon est caractérisé par des sporophores poussant sur la terre et munis d'un pied central ou excentré, solitaire ou ramifié à partir d'une base commune portant un chapeau. La cuticule, d'abord feutrée et lisse se rompt en squames plus foncées à un stade précoce. Son fond est de couleur crème, jaunâtre, rosâtre, brunâtre, rougeâtre, violacée ou verdâtre et fonce lorsqu'elle sèche. Le pied est généralement solide, effilé ou bulbeux, parfois enraciné ou tomenteux, blanchâtre, de la même couleur que la cuticule du chapeau ou différent.  L'hyménophore a une chair fragile, cassante et non zonée, avec ou sans odeur. Il porte des aiguillons charnus et cassants, mous ou fermes, généralement bruns à violacés et décurrents,
Les spores ont une morphologie irrégulière, subglobulaire à ellipsoïde, à paroi mince ou épaisse et sont ornées de verrues ou de bosses. Elles mesurent de 7,4 à 9 µm de long. Colorées de brun, elle ne se teintent pas de bleu en présence d'iode et sont portées par groupe de quatre par des basides en forme de massue. La sporée est brune. L'ensemble des hyphes hyalines à brunâtres ne présente qu'un seul type de structure, constituée ou non de boucles. Elles présentent des parois minces (rarement épaisses) mais toujours larges, mesurant au moins 10 μm de large. Certaines sont typiquement globuleuses. Aucune cystides n'est visible,.

## Écologie et répartition

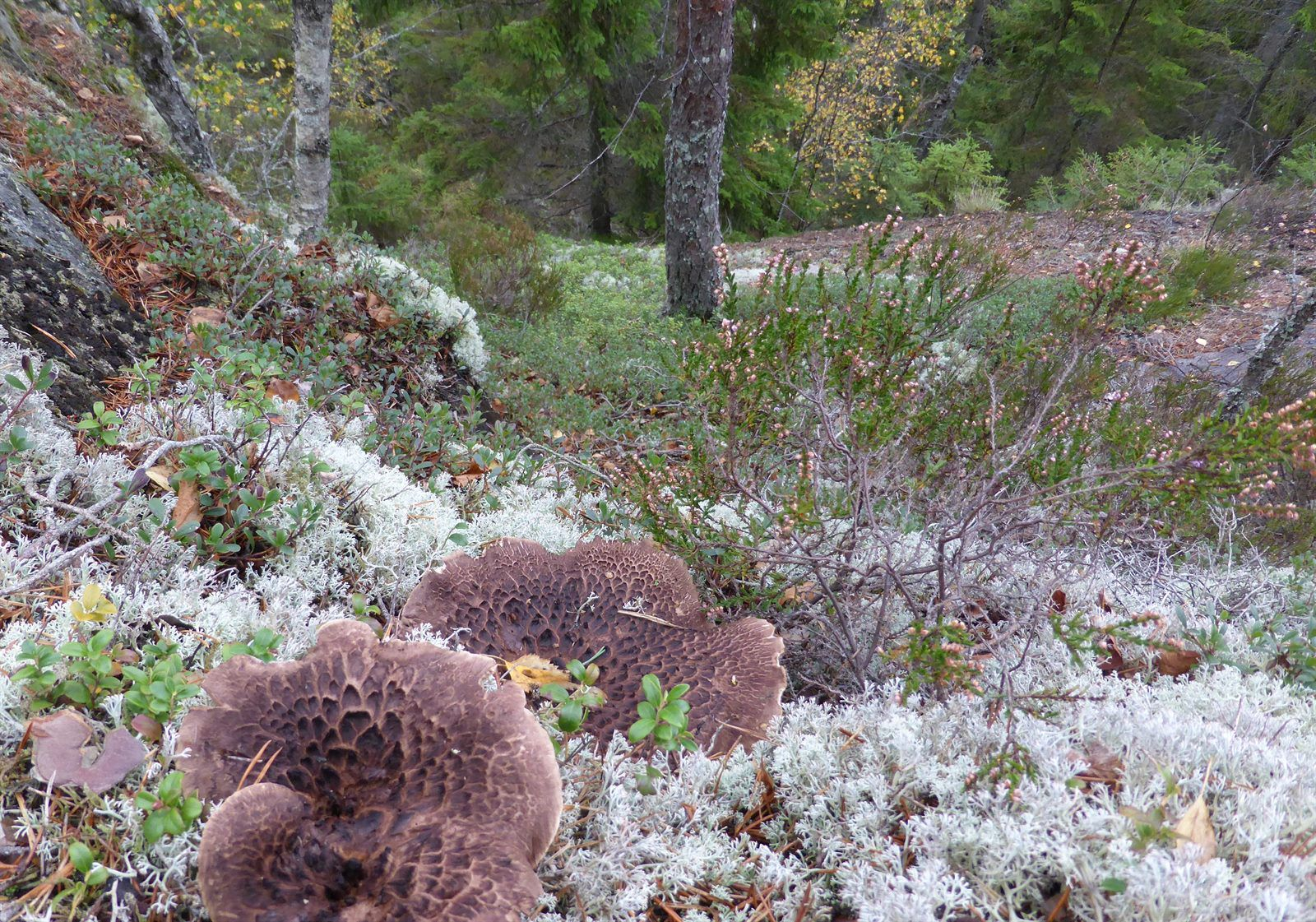
Sarcodon squamosus (Norvège)

Les Sarcodon sont des espèces ectomycorhiziennes inféodée à leur arbre symbionte et présentes sur l'ensemble des écozones paléarctique, néarctique et néotropicale. En Europe, Sarcodon squamosus est une espèce liée à Pinus sylvestris présente dans des zones de faible altitude. À l'inverse, des espèces comme Sarcodon imbricatus sont liées aux Sapins et à l'Épicéa dans des zones de moyenne et haute altitude. Certaines espèces comme Sarcodon regalis sont considérées comme rares en Europe centrale,. Dans l'Est de l'Amérique du Nord, S. squamosus est également une espèce liée au Pin alors que S. imbricatus est propre aux feuillus, sous chênes au Québec.

## Usages culinaires
Pour un article plus général, voir Champignon comestible.

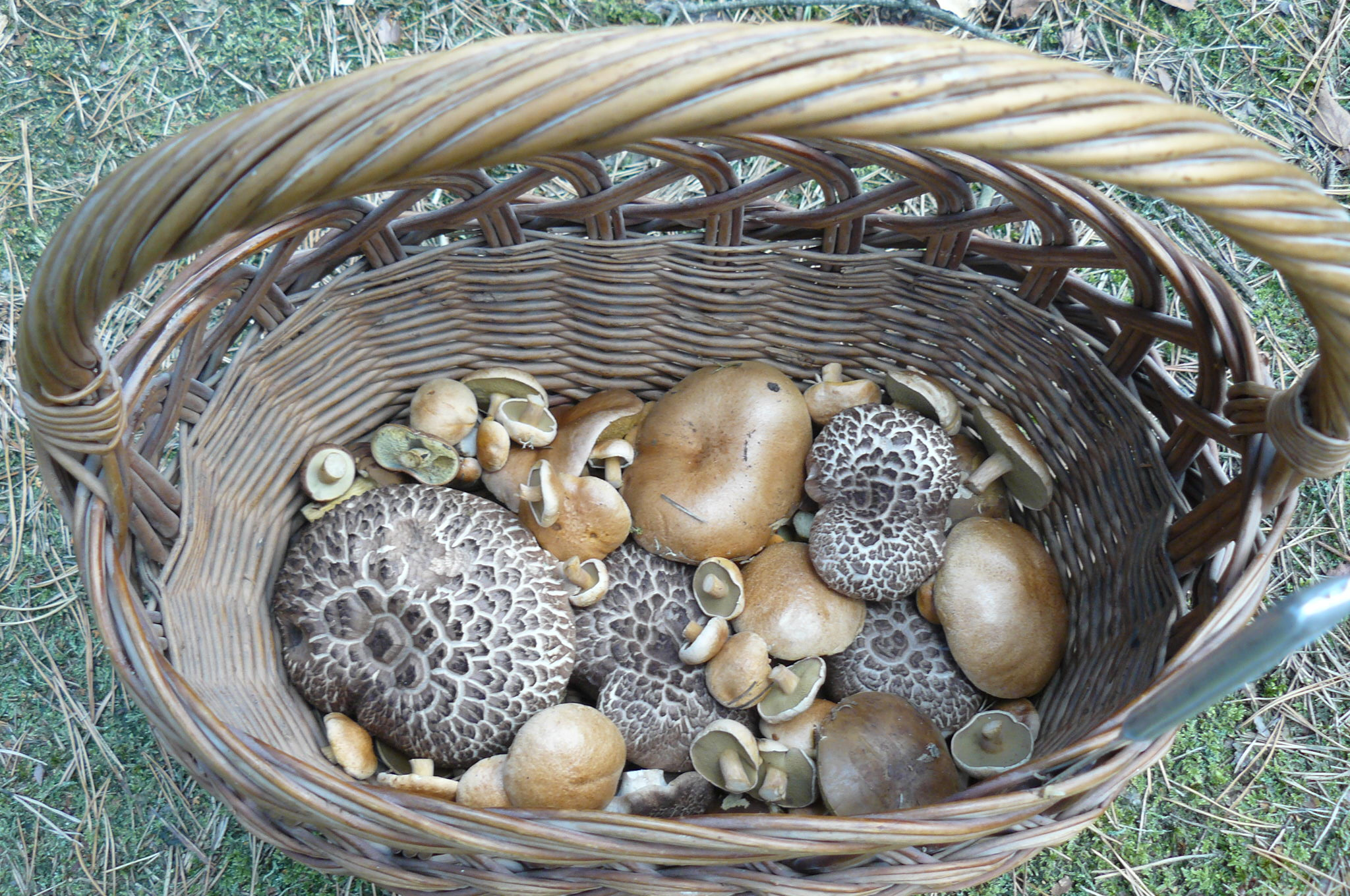
Récolte de Sarcodon imbricatus ou S. squamosus et de Bolets

Bien qu'amer lorsqu'il est frais, Sarcodon imbricatus est une espèce comestible appréciée sur l'ensemble de l'hémisphère Nord ; particularité qu'il partage avec S. squamosus, au goût moins amer ; les deux espèces étant largement confondues. Cependant, une cuisson dans l'eau bouillante permet d'éliminer cette amertume. Ces espèces sont consommées marinées sous forme d'achards ou de pickles ou séchées et utilisées comme aromates, mettant ainsi en valeur leur arôme musqué particulier. En Bulgarie et en France (particulièrement en Auvergne), elles sont séchées et finement moulues pour être utilisées comme poudre de champignon aromatique. Aux États-Unis, S. imbricatus est considéré comme comestible mais ses qualités gustatives sont diversement appréciées. En Chine, il s'agit d'un champignon comestible très populaire. Son arôme est utilisé pour rehausser le goût des viandes et pour faire ressortir la saveur sucrée d'une soupe claire. Les autres espèces analysée telles que Sarcodon cyrneus, S. glaucopus et S. scabrosus ont un goût amer et ne sont pas considérées comme comestibles.

## Usages médicinaux et propriétés
S. imbricatus est utilisé en Chine afin de réduire le taux de cholestérol et d'améliorer la relaxation musculaire et la circulation sanguine.
Sur l'ensemble des espèces de Sarcodon, seules quelques-unes sont étudiées de façon précise, à savoir S. imbricatus, S. cyrneus, S. glaucopus, S. leucopus, S. laevigatus et S. scabrosus. Leurs métabolites secondaires terphényliques présentent des activités antibiotiques contre les bactéries à Gram-positif et à Gram-négatif ainsi qu'antitumorales quand leurs composés diterpéniques de la famille de la cyathine montrent des propriétés analogues ainsi qu'anti-inflammatoires. Le terme « sarcodine » est utilisé confusément pour les deux types de métabolites.

## Ensemble des espèces
Selon Index Fungorum (10 novembre 2020) :

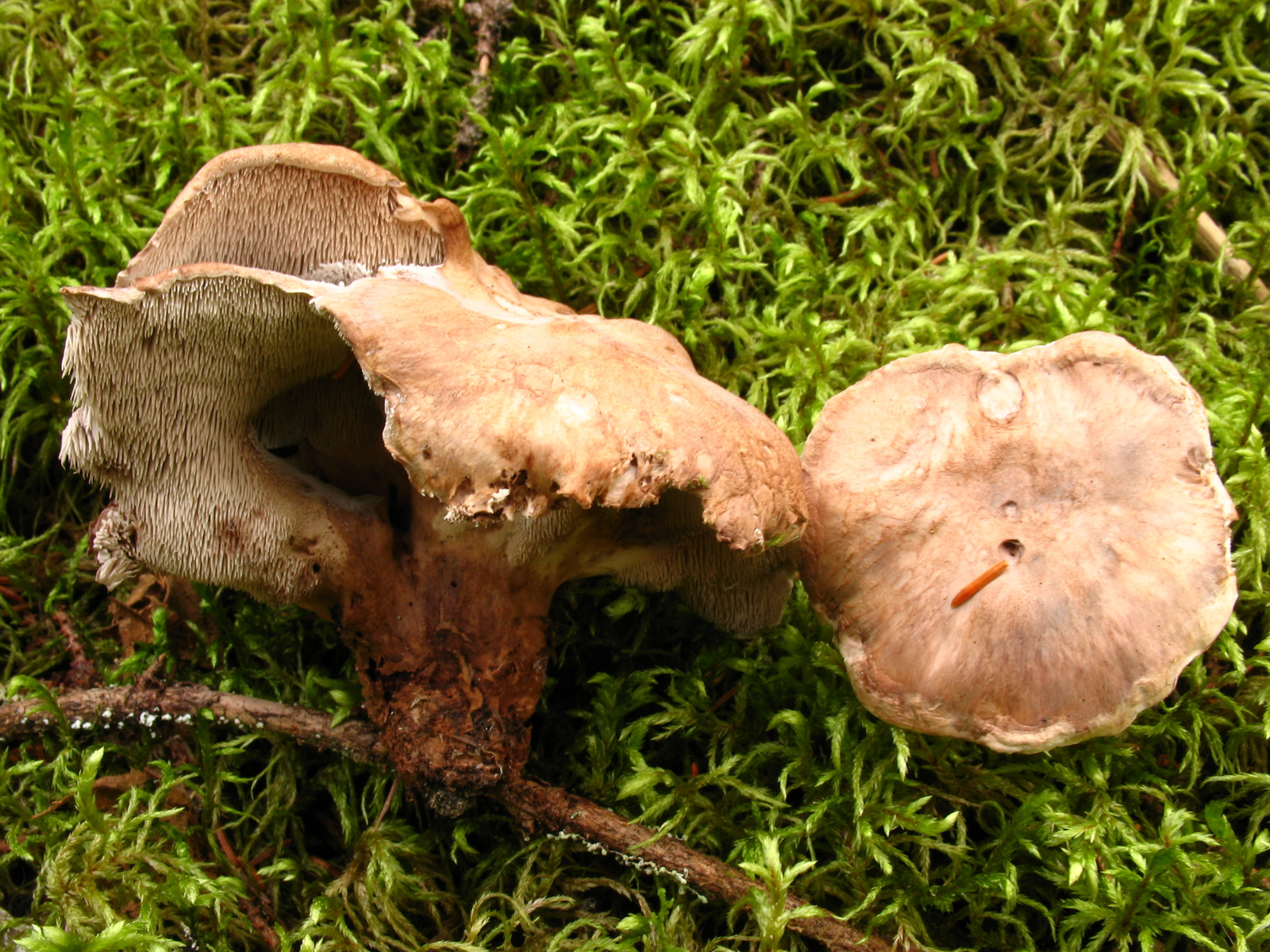
Sarcodon stereosarcinon

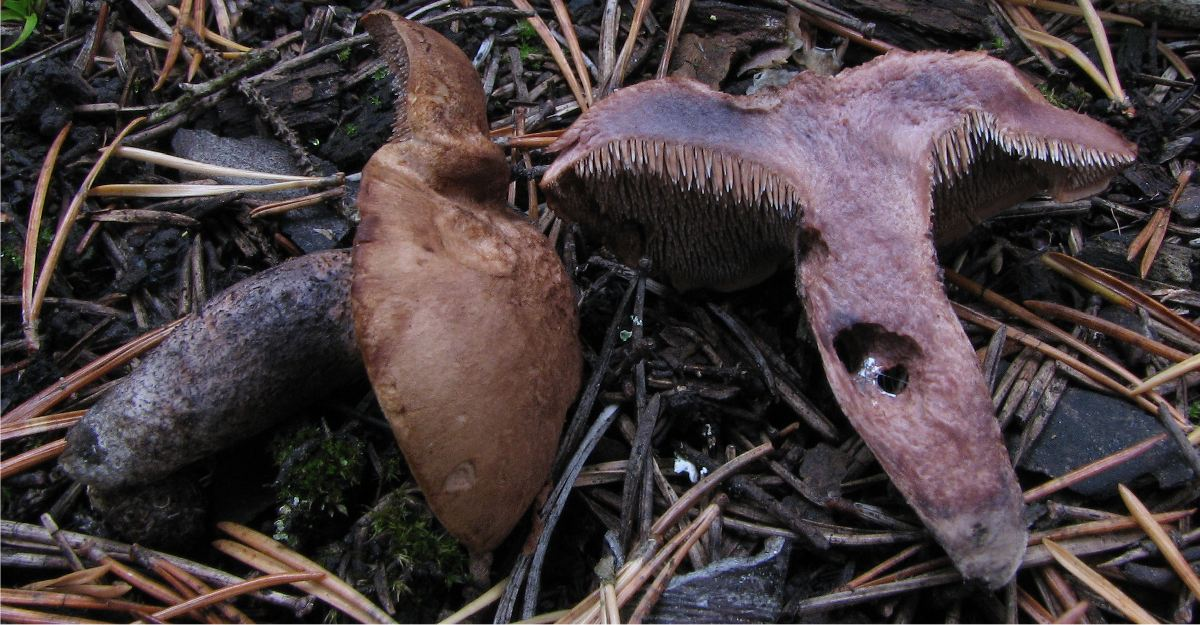
Sarcodon fuligineo-violaceus aujourd'hui nommé Hydnellum fuligineoviolaceum

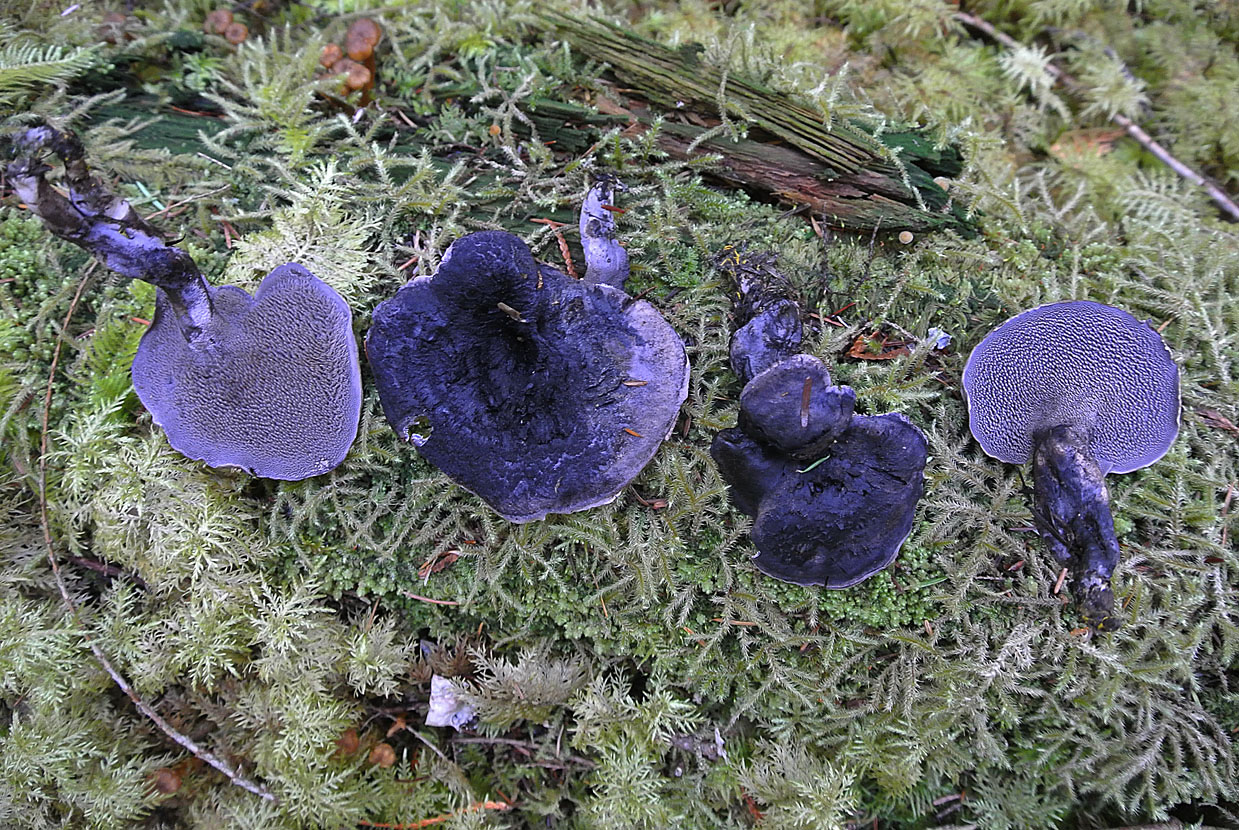
Sarcodon fuscoindicus, aujourd'hui nommé Hydnellum fuscoindicum

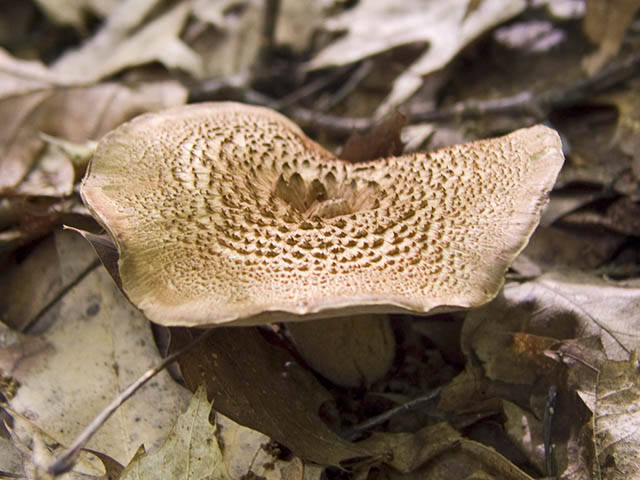
Sarcodon underwoodii, aujourd'hui nommé Hydnellum underwoodii

- Sarcodon aglaosoma Maas Geest. 1976
- Sarcodon atroviridis (Morgan) Banker 1906
- Sarcodon bairdii A.C. Grupe & Vasco-Pal., 2016
- Sarcodon bubalinus (Pers.) Maas Geest. 1956
- Sarcodon caliginosus Maas Geest. 1974
- Sarcodon calvatus (K.A. Harrison) K.A. Harrison 1984
- Sarcodon carbonarius G. Cunn. ex Maas Geest. 1964
- Sarcodon catalaunicus Maire 1937
- Sarcodon coactus Y.H. Mu & H.S. Yuan, 2020
- Sarcodon colombiensis A.C. Grupe & Vasco-Pal., 2015
- Sarcodon conchyliatus Maas Geest. 1971
- Sarcodon cyanellus (K.A. Harrison) K.A. Harrison 1984
- Sarcodon cyrneus Maas Geest. 1975
- Sarcodon dissimulans K.A. Harrison 1984
- Sarcodon excentricus Coker & Beers ex R.E. Baird 1985
- Sarcodon grosselepidotus Y.H. Mu & H.S. Yuan, 2020
- Sarcodon harrisonii R.E. Baird 1985
- Sarcodon humilis Maas Geest. 1971
- Sarcodon ianthinus Maas Geest. 1974
- Sarcodon illudens Maas Geest. 1976
- Sarcodon imbricatus (L.) P. Karst. 1881
- Sarcodon lanuginosus (K.A. Harrison) K.A. Harrison 1984
- Sarcodon leucopus (Pers.) Maas Geest. & Nannf. 1969
- Sarcodon lidongensis Y.H. Mu & H.S. Yuan, 2020
- Sarcodon lobatus Nikol. 1964
- Sarcodon martioflavus (Snell, K.A. Harrison & H.A.C. Jacks.) Maas Geest. 1964
- Sarcodon pakaraimensis A.C. Grupe & T.W. Henkel, 2015
- Sarcodon pallidogriseus A.C. Grupe & Vasco-Pal., 2016
- Sarcodon piperatus (Coker ex Maas Geest.) K.A. Harrison 1984
- Sarcodon portoricensis A.C. Grupe & T.J. Baroni, 2015
- Sarcodon praestans Maas Geest. 1974
- Sarcodon procerus Maas Geest. 1967
- Sarcodon quercinofibulatus Pérez-De-Greg., Macau & J. Carbó 2011
- Sarcodon quercophilus A.C. Grupe & Lodge, 2015
- Sarcodon quietus Maas Geest. 1967
- Sarcodon regalis Maas Geest. 1975
- Sarcodon rimosus (K.A. Harrison) K.A. Harrison 1984
- Sarcodon roseolus Banker 1913
- Sarcodon rufobrunneus A.C. Grupe & Vasco-Pal., 2016
- Sarcodon rutilus Maas Geest. 1974
- Sarcodon scabripes (Peck) Banker 1906
- Sarcodon squamosus (Schaeff.) Quél. 1886
- Sarcodon stereosarcinon Wehm. 1940
- Sarcodon subfelleus (K.A. Harrison) K.A. Harrison 1984
- Sarcodon thwaitesii (Berk. & Broome) Maas Geest. 1964
- Sarcodon umbilicatus A.C. Grupe, T.J. Baroni & Lodge, 2015
- Sarcodon ussuriensis Nikol. 1961
- Sarcodon ustalis (K.A. Harrison) K.A. Harrison 1984
- Sarcodon wrightii (Berk. & M.A. Curtis) Maas Geest. 1967

## Espèces récemment déplacées dans le genre Hydnellum

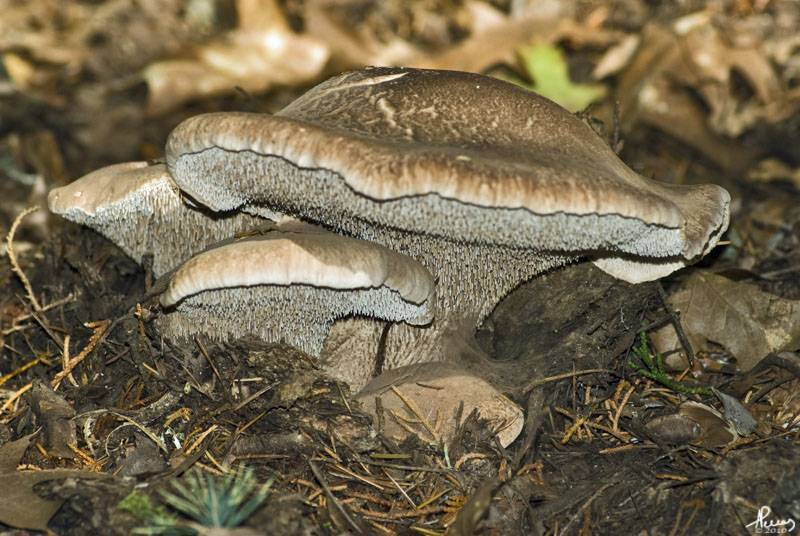
Sarcodon glaucopus, aujourd'hui nommé Hydnellum glaucopus

Ces espèces d'Hydnellum, originellement de Sarcodon, sont morphologiquement très proches de Sarcodon. Elles ont également une chair fragile, cassante et non zonée ainsi que des hyphes d'au moins 10 μm de large et ne s'en différencient que par la taille de leurs spores, inférieures à 7 µm de long,.
- Hydnellum amygdaliolens (Rubio Casas, Rubio Roldán & Català) E. Larss et al., 2019
- Hydnellum fennicum (P. Karst.) E. Larss et al., 2019
- Hydnellum fuligineoviolaceum (Kalchbr.) E. Larss et al., 2019
- Hydnellum fuscoindicum (K.A. Harrison) E. Larss et al., 2019
- Hydnellum glaucopus (Maas Geest. & Nannf.) E. Larss et al. 2019
- Hydnellum ioeides (Pass.) E. Larss et al., 2019
- Hydnellum lepidum (Maas Geest.) E. Larss et al. 2019
- Hydnellum lundellii (Maas Geest. & Nannf.) E. Larss et al. 2019
- Hydnellum martioflavum (Snell, K.A. Harrison & H.A.C. Jacks.) E. Larss. et al., 2019
- Hydnellum scabrosum (Fr.) E. Larss et al., 2019
- Hydnellum underwoodii (Banker) E. Larss et al., 2019
- Hydnellum versipelle (Fr.) E. Larss et al., 2019